# NGC 4032
NGC 4032 este o hi (21cm) source⁠(d) situată în constelația Părul Berenicei. A fost descoperită în 27 aprilie 1785 de către William Herschel. Se află la o distanță de 19,42 megaparseci de Pământ.